# Василів Зіновій Васильович
Зіновій Васильович Василів (нар. 3 червня 1973) — український футболіст, півзахисник.

## Кар'єра гравця
21 серпня 1992 року розпочав футбольну кар'єру в «Хутровику» (Тисмениця). 5 березня 1995 року дебютував у складі івано-франківського «Прикарпаття» у матчі з київським «Динамо». Після цього знову виступав у «Хутровику», а також 1 поєдинок провів у чортківському «Кристалі». Влітку 1998 року перейшов до чернігівської «Десни». Під час зимової перерви сезону 1998/99 років перейшов до ФК «Вінниці». На початку 2001 року повернувся до івано-франківського «Прикарпаття». Також зіграв 2 матчі в складі бурштинського «Енергетика», а в серпні виїхав до Молдови, де захищав кольори першолігового «Геппі-Енд» (Кам'янка). На початку 2003 року повернувся додому й потім виступав у Ніці-Івано-Франківськ в аматорському чемпіонаті України. У сезоні 2003/04 років виступав у клубі «Техно-Центр» (Рогатин). Влітку 2004 року прийняв запрошення до новоствореного «Факела» (Івано-Франківськ), де наприкінці року й завершив кар'єру професіонального футболіста. Після цього виступав в аматорських клубах «Лужани», «Карпати» (Яремче), «Хутровик» (Тисмениця) та «Черемош» (Верховина).

## Кар'єра тренера
З липня 2016 року працює в тренерському штабі івано-франківського «Прикарпаття».